# Jan Weierink
Jan Weierink (10 februari 1944) is een Nederlands politicus van de VVD.
Hij was chef van het kabinet van de burgemeester van Almelo voor hij in februari 1984 benoemd werd tot burgemeester van Bathmen. Op 1 januari 1997 volgde zijn benoeming tot burgemeester van Loon op Zand wat hij zou blijven tot juli 2004 toen hij vervroegd met pensioen ging. Nadat in Losser in juni 2012 VVD-wethouder J. Schuddeboom was opgestapt volgde Weierink haar tussentijds op.